# Sainte-Sigolène
 Sainte-Sigolène  es una comuna y población de Francia, en la región de Auvernia, departamento de Alto Loira, en el distrito de Yssingeaux. Es cabecera del cantón homónimo.
Su población en el censo de 1999 era de 5.432 habitantes. Su aglomeración urbana, que también incluye Saint-Pal-de-Mons, tenía un censo de 7.180 habitantes
Está integrada en la Communauté de communes les Marches du Velay .

## Demografía
| 3535 | 4055 | 4508 | 5052 | 5236 | 5432 |
| Para los censos de 1962 a 1999 la población legal corresponde a la población sin duplicidades (Fuente: INSEE [Consultar]) |      |      |      |      |      |